# Haus Kupferhammer

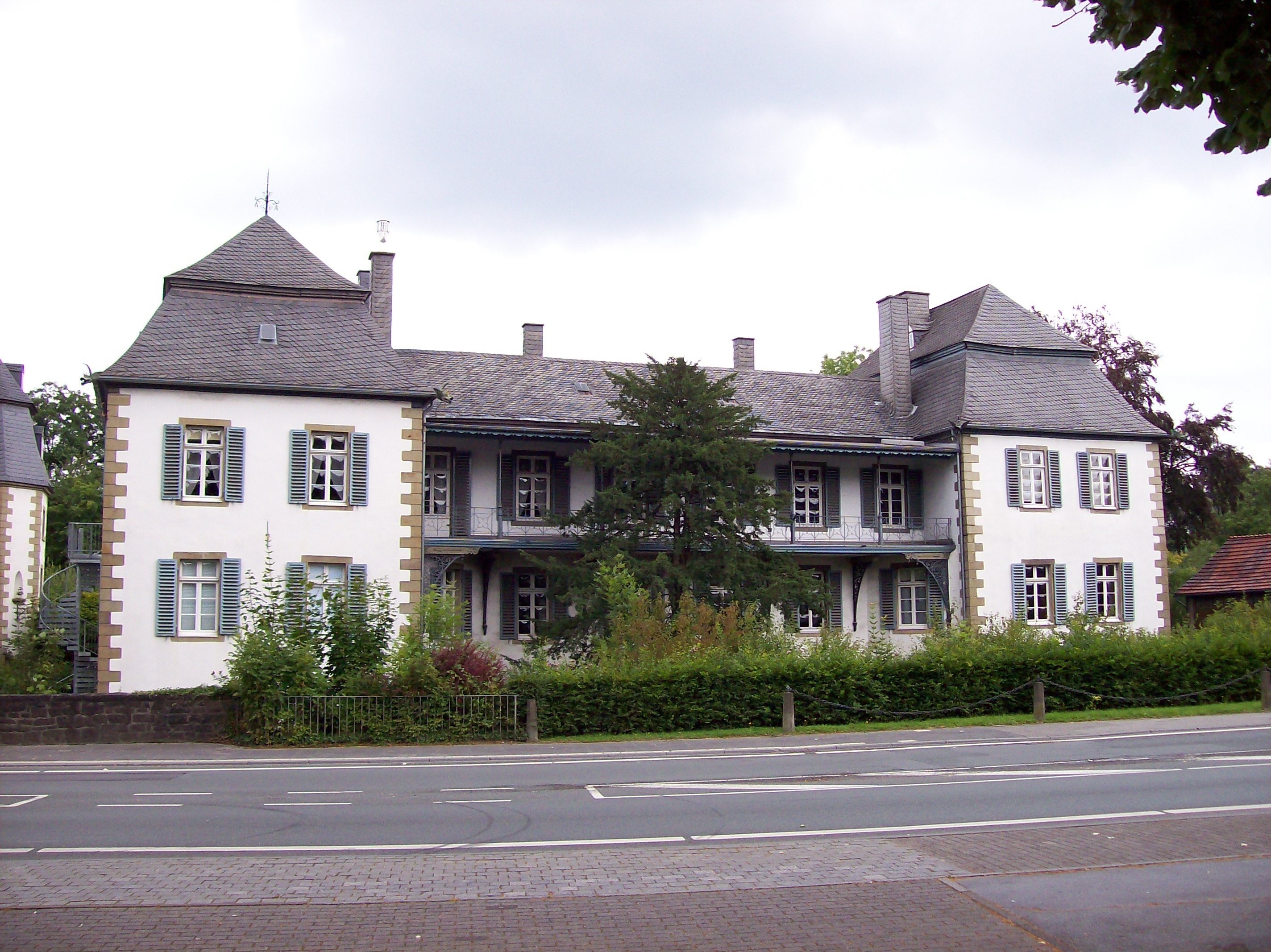
Haus Kupferhammer (Südwestansicht)

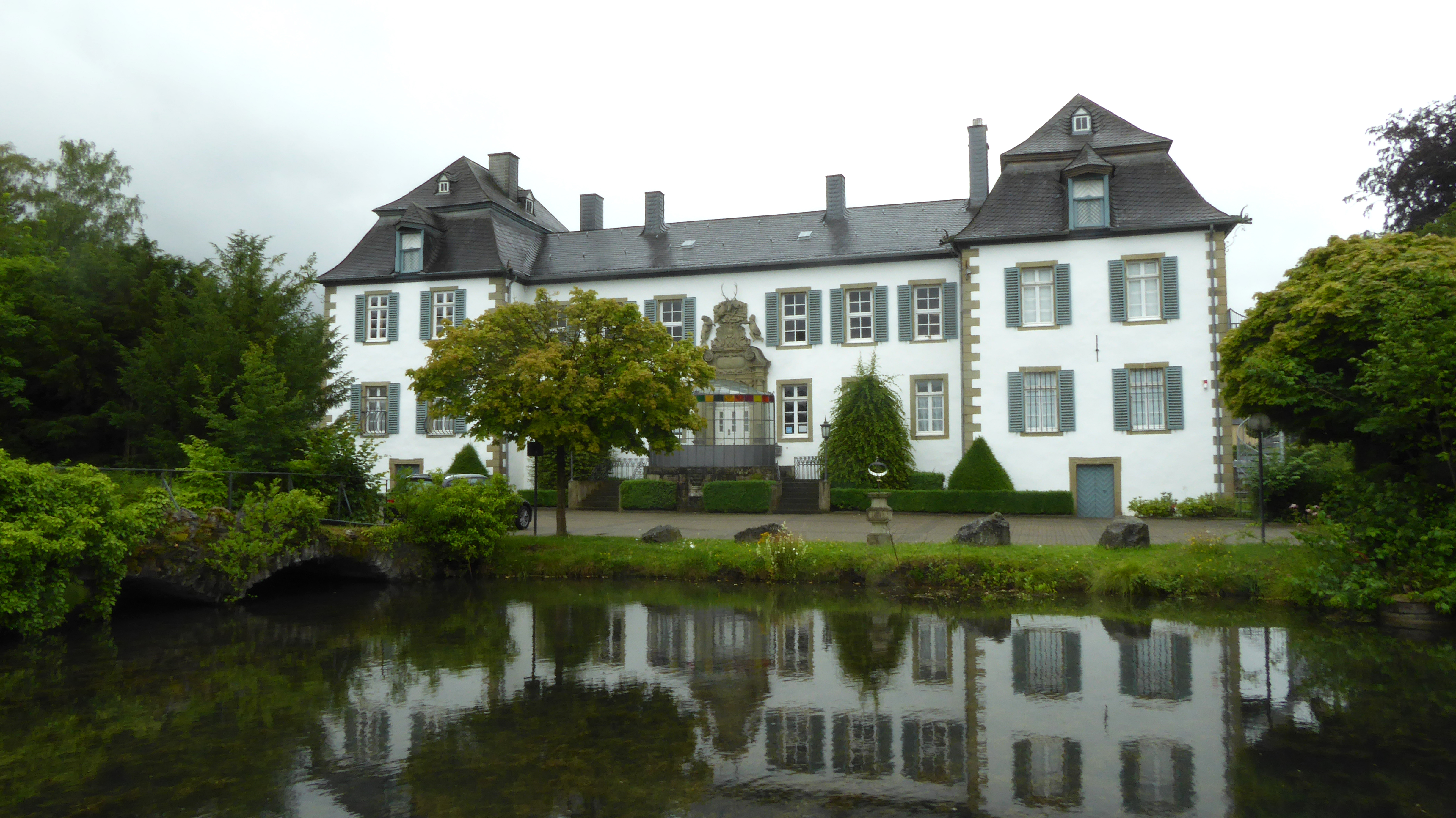
Haus Kupferhammer (Nordostansicht)

Haus Kupferhammer ist heute das kulturelle Zentrum in der Kernstadt Warsteins. Seit 1962 befindet sich hier das Städtische Museum, seit mehr als 50 Jahren finden im Haus die namhaften Kupferhammerkonzerte statt und in jüngster Zeit ist Haus Kupferhammer Ort regelmäßig wechselnder Ausstellungen und mannigfacher Vorträge aus unterschiedlichen Wissensbereichen.

## Geschichte
Das Haus war jahrhundertelang Industriellenwohnsitz. Seinen Anfang nahm es mit der Umrüstung einer im Dreißigjährigen Krieg verfallenen Nagelschmiede in einen Messinghammer. Niederländische Kaufleute errichteten hier gegenüber ihren Werkstätten ihr erstes Wohnhaus. 
Den Namen verdankt Haus Kupferhammer dem Gewerbe Johann Theodor Möller, der das Haus ausbauen ließ. Als gelernter Kupferhändler heiratete er 1730 Clara Catharina Zahn und erweiterte den von ihr mit in die Ehe gebrachten Kupferhammer zu einem über die Stadtgrenzen hinaus bedeutenden Betrieb. Die wachsende Größe seiner Familie mit insgesamt 13 Kindern aus drei Ehen veranlassten Johann Theodor Möller zum heutigen Bau von Haus Kupferhammer. Das repräsentative, herrschaftliche Gebäude im barocken Stil entsprach dem unternehmerischen Selbstverständnis seiner Zeit. 1763 übernahm Sohn Christian die Leitung des Betriebes. Seine geschäftlichen Erfolge wurden mit gesellschaftlicher Anerkennung belohnt, so auch mit der Ernennung zum hessischen Kommerzienrat. Nur mit mäßigem Erfolg betrieb ab 1816 sein Neffe Franz Anton das Unternehmen.
1849 erwarb Wilhelm Bergenthal die Fabrik und das Wohnhaus, das einen neuen Portaleingang zur Hofseite und einen Balkon zur Westseite erhielt. Ergänzt wurde die Anlage um ein Wirtschaftsgebäude, eine Remise sowie durch einen Park. Ottilie Bergenthal, die Witwe von August Wilhelm Bergenthal, ein Neffe Wilhelm Bergenthals, vermachte das Haus 1948 der Stadt Warstein. Diese richtete dort 1962 vereinbarungsgemäß ein Museum ein.

## Museum
Nachdem das im Erdgeschoss eingerichtete Heimatmuseum mit den Schwerpunkten Bäuerliches Wohnen, Entwicklung der heimischen Eisenindustrie, Stadtgeschichte sowie Geologie und Mineralogie nach mehr als 50 Jahren kaum noch Interesse fand, bildete sich 2006 der Verein der Freunde und Förderer des Museums Haus Kupferhammer mit dem Ziel, „Haus Kupferhammer wieder mit Leben zu füllen“. Um dies zu erreichen, wurden die Räume im EG für eine multifunktionale Nutzung hergerichtet, so dass heute auf einer Fläche von ca. 100 Quadratmetern regelmäßig Wechsel- und Wanderausstellungen, Kunstausstellungen, museumspädagogische Angebote, Vorträge und Präsentationen sowie Workshops und Seminare das kulturelle Leben in Warstein bereichern. Ein Kleinod im EG ist der Wintergarten mit der gotischen „Warsteiner Muttergottes“ aus der Mitte des 14. Jahrhunderts.
Im Obergeschoss sind die Wohnräume des Geheimen Kommerzienrates Wilhelm Bergenthal und seiner Frau Therese, geb. Gabriel, im originalen Zustand zu sehen. Der Besucher hat die Möglichkeit, sich „von der Hausherrin persönlich“ per Audioguide durch den Biedermeiersalon, das Comptoire, das Florentiner Zimmer, den Festsaal, das Wohnzimmer der Ottilie Bergenthal sowie die Räume zur Stadt- und Industriegeschichte führen zu lassen. Die Sammlung mit mehr als 80 Kupferstichen des Malers Johann Elias Ridinger wurde weitgehend vom Verein der Freunde und Förderer des Museums Haus Kupferhammer restauriert und wird nunmehr von Zeit zu Zeit in eigenen Ausstellungen präsentiert. Im Saal finden seit 1962 die „Kupferhammerkonzerte“, klassische Musikaufführungen bekannter Künstler, statt.